# Drame au bureau de poste
Pour plus de détails, voir Fiche technique et Distribution.
Drame au bureau de poste (Postage Due) est une comédie muette sortie le 17 février 1924. Le film est réalisé par George Jeske.

## Synopsis
Stan Laurel se fait tirer le portrait puis tente de timbrer sa lettre.

## Fiche technique
- titre : Drame au bureau de poste
- Réalisation : George Jeske
- Scénario : Hal Conklin
- Durée : 22 minutes
- Date de sortie : 17 février 1924
- Photographie : Frank Young
- Producteur : Hal Roach
- Distribution : Pathé Exchange
- Format : court métrage - noir et blanc - muet
- Genre : cinéma muet - comédie burlesque
- Langue : anglais
- Pays de production :  États-Unis

## Distribution
- Stan Laurel : Stan
- James Finlayson : inspecteur des Postes
- George Rowe :  Photographe
- Ena Gregory : Modèle
- Eddie Baker : Méchant
- Dick Gilbert : Méchant
- 'Tonnage' Martin Wolfkeil : Postier
- Jack Ackroyd : le client endormi
- William Gillespie : C.W. Lyons, chef inspecteur des Postes
- Charlie Hall : client
- Mildred Booth
- Sammy Brooks
- Billy Engle
- Al Forbes
- Helen Gilmore
- Fred Karno Jr.
- John B. O'Brien
- Al Ochs